# Ptyodactylus ragazzii
Espèce
Synonymes
- Ptyodactylus hasselquistii var. ragazzii Anderson, 1898
- Ptyodactylus hasselquistii var. togensis Tornier, 1901

Ptyodactylus ragazzii est une espèce de geckos de la famille des Phyllodactylidae.

## Répartition
Cette espèce se rencontre dans la moitié Nord de l'Afrique, plus précisément au Togo, Nigeria, Tchad et Mali

## Étymologie
Cette espèce est nommée en l'honneur de Vincenzo Ragazzi (1856-1929).

## Publication originale
- Anderson, 1898 : Zoology of Egypt. Reptilia and Batrachia B. Quaritch, London, vol. 1, p. 1-369 (texte intégral).